# Dichotomius machadoi
Dichotomius machadoi là một loài bọ cánh cứng trong họ Bọ hung (Scarabaeidae).